# Redoute de la Franqui
La redoute de la Franqui est une redoute située en France sur la commune de Leucate, dans le département de l'Aude en région Languedoc-Roussillon.
Elle fait l'objet d'une inscription au titre des monuments historiques depuis le 3 octobre 1967.

## Localisation
La redoute est située sur la commune de Leucate, dans le département français de l'Aude.

## Historique
Datant du XVIIe siècle, cette redoute permettait la surveillance de la côte, avec deux autres forts aujourd'hui disparus.
Cette construction est également un ancien fanal d'aide à la navigation.
L'édifice est inscrit au titre des monuments historiques en 1967.

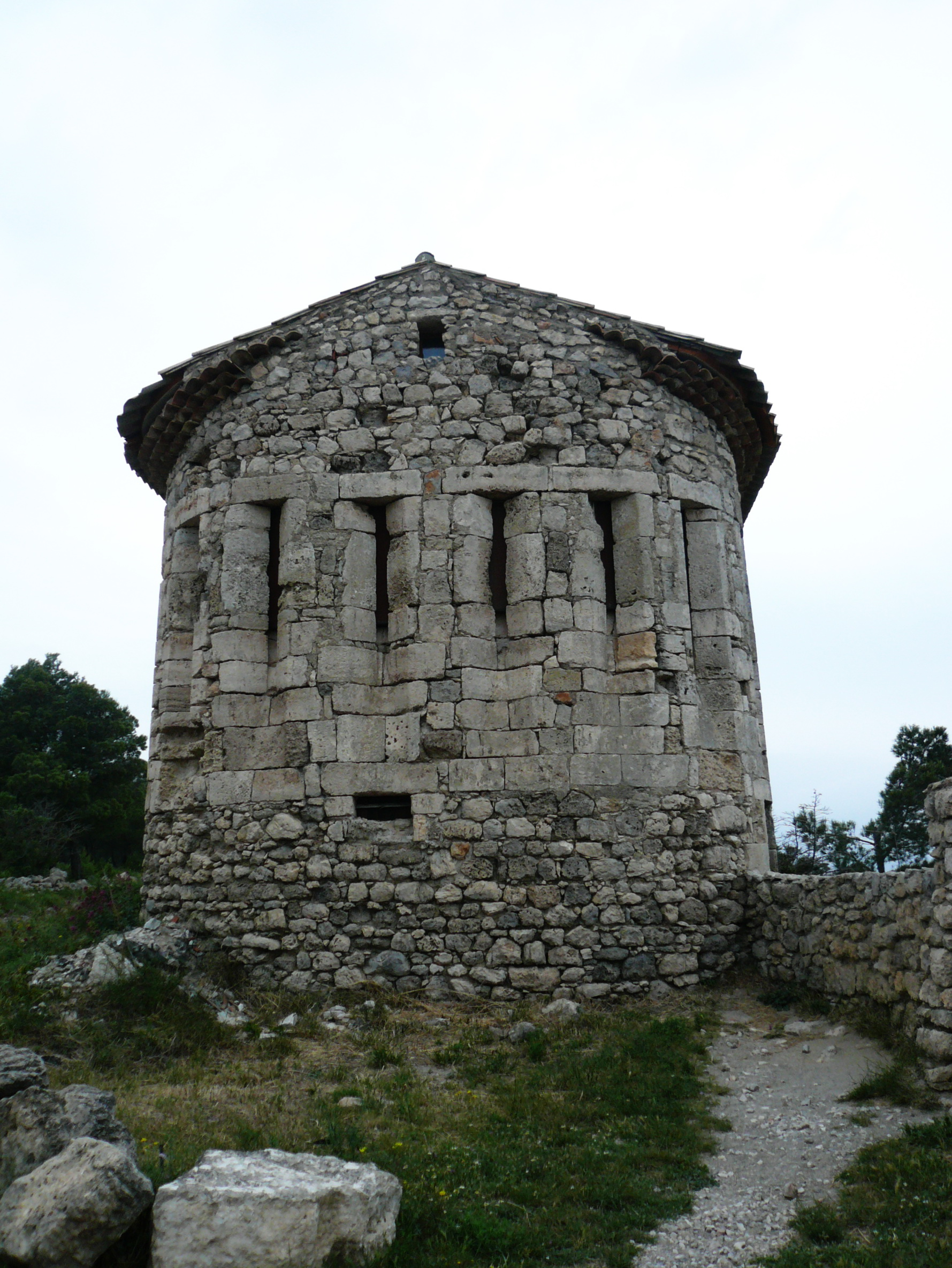
Leucate Ancien Fanal dit La Redoute
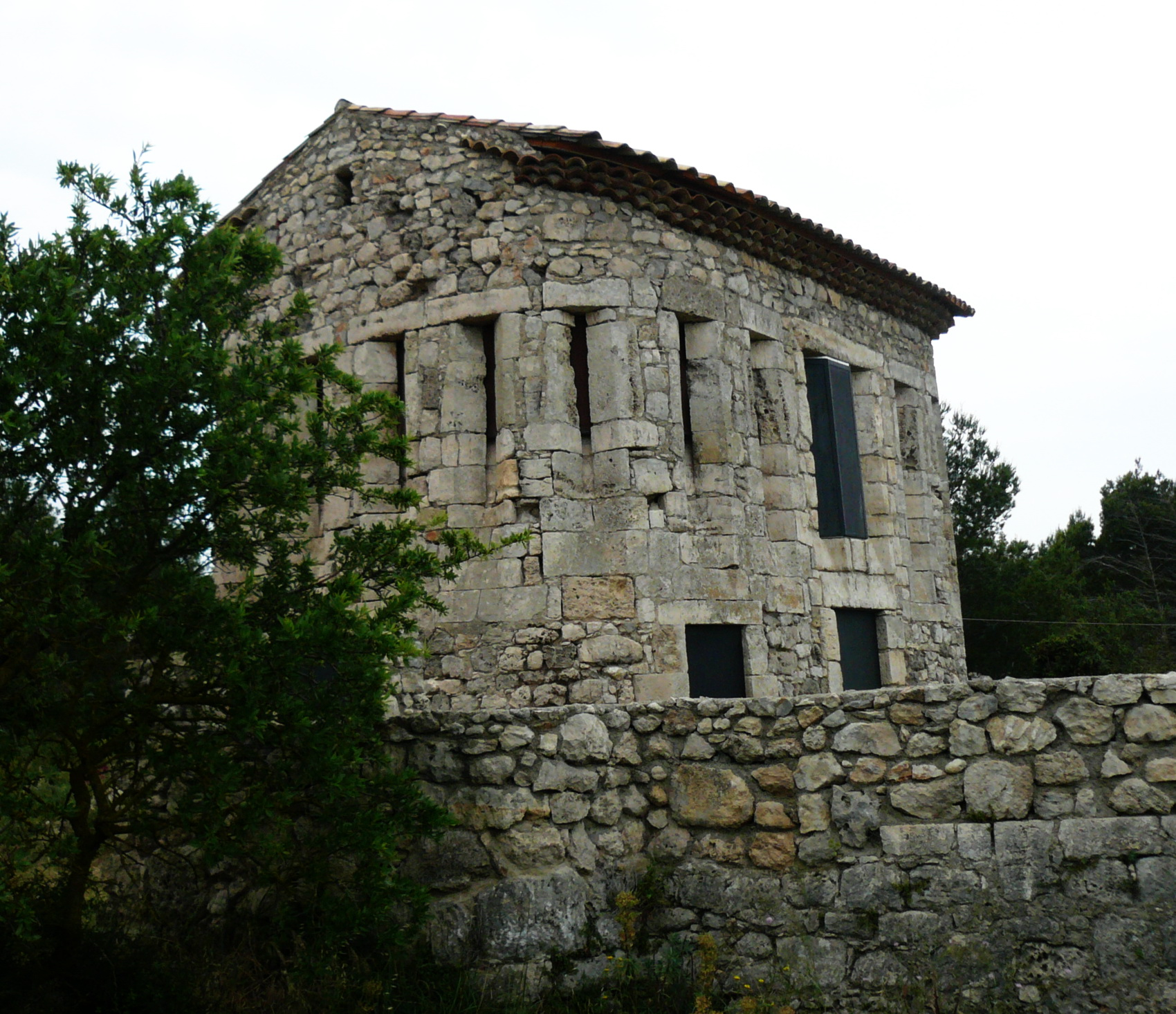
Leucate Ancien Fanal dit La Redoute